# Memòria genètica
En psicologia, la memòria genètica és una memòria present en el naixement que existeix en l'absència de l'experiència sensorial, i s'incorpora en el genoma de més de llargs períodes. Es basa en la idea que les experiències comunes d'una espècie s'incorporen a el seu codi genètic, no per un procés lamarckià que codifica els records específics, sinó per una tendència molt més vague per codificar una disposició a respondre de certa manera a certs estímuls.
La memòria genètica s'invoca per explicar la memòria racial postulada per Carl Jung. En la psicologia analítica, la memòria racial es postula records, els sentiments i les idees heretades dels nostres avantpassats com a part d'un "inconscient col·lectiu".